# Никодим Панкратьев
Никоди́м Фёдорович Панкра́тьев (ум. в 1774) — архимандрит Братского Богоявленского монастыря в Киеве, в 1774 году ― ректор Киево-Могилянской академии.
Окончил Киево-Могилянскую академию.
В 1759 году принял монашеский постриг в Софийском соборе Киева.